# Giro dell'Emilia 2023
106. ročník jednodenního cyklistického závodu Giro dell'Emilia se konal 30. září 2023 v italském regionu Emilia-Romagna. Vítězem se stal Slovinec Primož Roglič z týmu Team Jumbo–Visma. Na druhém a třetím místě se umístili Slovinec Tadej Pogačar (UAE Team Emirates) a Brit Simon Yates (Team Jayco–AlUla). Závod byl součástí UCI ProSeries 2023 na úrovni 1.Pro.

## Týmy
Závodu se zúčastnilo 16 z 18 UCI WorldTeamů, 6 UCI ProTeamů a 3 UCI Continental týmy. Každý tým přijel na start se sedmi závodníky kromě týmů Alpecin–Deceuninck a Q36.5 Pro Cycling Team s šesti jezdci, na start se tak postavilo 173 jezdců. Do cíle na Madonna di San Luca dojelo 97 z nich.
UCI WorldTeamy
- AG2R Citroën Team
- Alpecin–Deceuninck
- Arkéa–Samsic
- Astana Qazaqstan Team
- Bora–Hansgrohe
- Cofidis
- EF Education–EasyPost
- Groupama–FDJ
- Ineos Grenadiers
- Lidl–Trek
- Movistar Team
- Soudal–Quick-Step
- Team dsm–firmenich
- Team Jayco–AlUla
- Team Jumbo–Visma
- UAE Team Emirates

UCI ProTeamy
- Bingoal WB
- Eolo–Kometa
- Green Project–Bardiani–CSF–Faizanè
- Israel–Premier Tech
- Q36.5 Pro Cycling Team
- Team Corratec–Selle Italia

UCI Continental týmy
- Beltrami TSA–Tre Colli
- GW Shimano–Sidermec
- Team Technipes #inEmiliaRomagna

## Výsledky
| Pořadí | Jezdec                | Tým                   | Čas        |
| ------ | --------------------- | --------------------- | ---------- |
| 1      | Primož Roglič (SLO)   | Team Jumbo–Visma      | 4h 49' 44" |
| 2      | Tadej Pogačar (SLO)   | UAE Team Emirates     | + 1"       |
| 3      | Simon Yates (GBR)     | Team Jayco–AlUla      | + 1"       |
| 4      | Enric Mas (ESP)       | Movistar Team         | + 4"       |
| 5      | Michael Woods (CAN)   | Israel–Premier Tech   | + 4"       |
| 6      | Alexandr Vlasov       | Bora–Hansgrohe        | + 6"       |
| 7      | Richard Carapaz (ECU) | EF Education–EasyPost | + 9"       |
| 8      | Giulio Ciccone (ITA)  | Lidl–Trek             | + 15"      |
| 9      | Adam Yates (GBR)      | UAE Team Emirates     | + 42"      |
| 10     | Warren Barguil (FRA)  | Arkéa–Samsic          | + 58"      |